# Kaki di Misilmeri
Il kaki di Misilmeri, in siciliano kakì ri Misilmeri, è un albero da frutto del genere Ebenacee, una famiglia di angiosperme dicotiledoni originario della Cina centro-meridionale ed è una coltivazione tipica siciliana prodotta nel territorio di Misilmeri  della  città metropolitana di Palermo. I frutti del kaki di Misilmeri rientrano nell'elenco dei prodotti agroalimentari tradizionali (PAT) stilato dal ministero delle politiche agricole e forestali (Mipaaf).

## Storia
La pianta del kaki giunse in Europa nel XVI secolo utilizzata come pianta ornamentale. In Italia arrivò attraverso la città di Firenze dove il primo albero fu piantato nel giardino di Boboli. Nel 1692 fu realizzato a Misilmeri un orto botanico ad opera di Don Francesco Bonanno del Bosco Sandoval (principe della Cattolica e duca di Misilmeri). Don Bonanno si avvalse per la realizzazione del giardino del francescano padre Francesco Cupani da Mirto, il quale introdusse la pianta del kaki con intenzioni ornamentali e scientifiche. Solo negli anni fra il 1925 e il 1930 il kaki di Misilmeri ha iniziato ad essere coltivato e a diffondersi come cultivar 'Farmacista Honorati' innestata su Dyospiros virginiana.

## Caratteristiche
Il kaki di Misilmeri ha un frutto  rosso-arancio e foglie ocra cariche di pigmenti antociani. La sua cultivar, la 'Farmacista Honorati', occupa un'area produttiva di più di 250 ettari. Il frutto ha un sapore molto dolce dato dall'alto contenuto in zuccheri (16%) e quando è maturo ha una polpa deliquescente e profumata con toni vanigliati.
Dal punto di vista nutrizionale ha un'elevata concentrazione di vitamina A accompagnata dalle vitamine B1, B2, C e pigmenti flavonici.

## Produzione
La raccolta avviene in ottobre quando ancora la polpa è ancora verdastra, con i frutti che sono raccolti quindi quasi immaturi. Il raccolto viene immesso in un cassone, detto casciuni,  viene quindi coperto per dare avvio al processo, detto ammezzimento, con cui il kaki perde la sua allappatura. Il frutto acerbo matura e la sua buccia passa da giallognolo al colore arancio-mattone. Con la sua piena maturazione aumentano gli zuccheri donando un sapore molto dolce al frutto.

## Promozione
Per la promozione e la tutela dei kaki di Misilmeri gli agricoltori della zona si sono uniti nell'Associazione Tu.Ka.Mi.
Al kaki di Misilmeri è inoltre dedicata una sagra che si tiene in ottobre a Misilmeri con degustazione dei kaki, delle sue confetture e dei prodotti di pasticceria con esso prodotti. Durante la sagra si svolge anche una gara di mountain bike. L'iniziativa è associata alla rassegna culturale e enogastronomia della valle dell'Eleuterio.